# کای لهتینن
کای لهتینن (فنلاندی: Kai Lehtinen؛ زادهٔ ۳۱ ژوئیهٔ ۱۹۵۸) بازیگر و کارگردان فیلم اهل فنلاند است.
از فیلم‌هایی که وی در آن‌ها نقش داشته‌است، می‌توان به سپید همچون برف، پهنه آبی و کمین اشاره نمود.